# Obytce
Obytce település Csehországban, a Klatovyi járásban. Obytce Mochtín, Klatovy, Bolešiny és Myslovice településekkel határos. Lakosainak száma 225 fő (2024. január 1.).

## Népesség
A település lakosságának változását az alábbi diagram mutatja:
| Lakosok száma | 486  | 445  | 466  | 233  | 167  | 168  | 200  | 203  | 221  | 225  |
|               | 1869 | 1890 | 1921 | 1950 | 1980 | 2001 | 2017 | 2019 | 2022 | 2024 |